# Albé
Albé (németül: Erlenbach) település Franciaországban, Bas-Rhin megyében. Lakosainak száma 471 fő (2022. január 1.). Albé Andlau, Breitenbach, Le Hohwald, Reichsfeld, Saint-Martin, Saint-Pierre-Bois, Triembach-au-Val és Villé községekkel határos.

## Népesség
A település népességének változása:
| Lakosok száma | 470  | 461  | 471  | 446  | 447  | 441  | 451  | 461  | 471  |
|               | 2013 | 2015 | 2016 | 2017 | 2018 | 2019 | 2020 | 2021 | 2022 |